# RENFE 354 sorozat
A RENFE 354 sorozat egy spanyol nagysebességű B'B' tengelyelrendezésű dízelmozdony-sorozat volt. A német Krauss-Maffei gyártotta a RENFE részére. Összesen nyolc mozdony készült, melyet nagysebességű Talgo-személykocsik vontatásához használtak. A mozdony maximális sebessége 200 km/h, de csak 180 km/h sebességgel közlekedtek.

## Háttér
Ezeket a mozdonyokat 1983 és 1984 között szállították, teljesítményük 3110 kW, ezt az értéket még korábban soha nem érte el más spanyol mozdony. A mozdonynak két vezetőfülkéje van, mint az előd RENFE 353 sorozatnak. Az ikermotoros, Krauss-Maffei ikerhidraulikus sebességváltójának kialakítása Spanyolországban az egyetlen fülkés RENFE 352 sorozat-ig és a RENFE 340 sorozatig vezethető vissza, és tovább a Deutsche Bundesbahn DB V 200 sorozatig.
A mozdonyok a vontatási teljesítmény folyamatosan növekvő igényét elégítették ki, a 352 sorozattól elindulva a 353 sorozatig. Ezekhez a mozdonyokhoz képest a 354 sorozat több mint 800 LE-vel erősebb. Ilyen nagy teljesítményre volt szükség az új Talgo billenőszekrényes vonatok vontatásához, amelyek természetes lengésrendszerüknek köszönhetően nagyobb oldalirányú gyorsulással használhatók, mint a hagyományos kocsik, akár 25% -kal gyorsabban haladhatnak át az íveken. Ezekkel a mozdonyokkal a vonat maximális sebessége eredetileg 180 km/h volt. Később, 1986 júliusában a sebességváltó megváltoztatásával és az ASFA 200 biztosítóberendezés felszerelése után lehetővé vált e mozdonyok maximális sebességének emelése 200 km/h-ig.
Az egyetlen másik dízelmozdony a RENFE flottájában, amelynek maximális sebessége 200 km/h, a legújabb dízelmotoros RENFE 334 sorozat (2009-től), azonban ennek a mozdonynak alacsonyabb a motor teljesítménye, amelyet tovább csökkent az is, hogy a kocsik áramellátásáról is ez gondoskodik. Gyorsulási teljesítménye emiatt jóval kisebb.
Eleinte ugyanabban a színben szállították őket, mint a TALGO Pendular kocsikat, azaz fehér és kék színben. Később megkapták a szintén fehér és kék alapú Grandes Lineas festést (1998 júliusában a 354-003 kapta meg elsőként). 2004-ben a Talgo logót eltávolították a mozdonyok oldaláról.
A sorozat később olyan fejlesztéseket kapott, mint a vezetőfülke hangszigetelése és a tetőre szerelt légkondicionáló berendezés.

## Járművek
A sorozat mozdonyai neveket is kaptak:
| RENFE pályaszám UIC | Név                      | Gyártó        | Gyártási szám | Dátum |
| ------------------- | ------------------------ | ------------- | ------------- | ----- |
| 354-001             | Virgen de Covadonga      | Krauss-Maffei | 19904         | 1982  |
| 354-002             | Virgen de la Macarena    | Krauss-Maffei | 19905         | 1983  |
| 354-003             | Virgen de la Encarnacion | Krauss-Maffei | 19906         | 1983  |
| 354-004             | Virgen de Guadalupe      | Krauss-Maffei | 19907         | 1983  |
| 354-005             | Virgen del Pilar         | Krauss-Maffei | 19908         | 1983  |
| 354-006             | Virgen de Aranzazu       | Krauss-Maffei | 19909         | 1984  |
| 354-007             | Virgen de Begoña         | Krauss-Maffei | 19910         | 1984  |
| 354-008             | Virgen de Montserrat     | Krauss-Maffei | 19911         | 1984  |

## Képgaléria

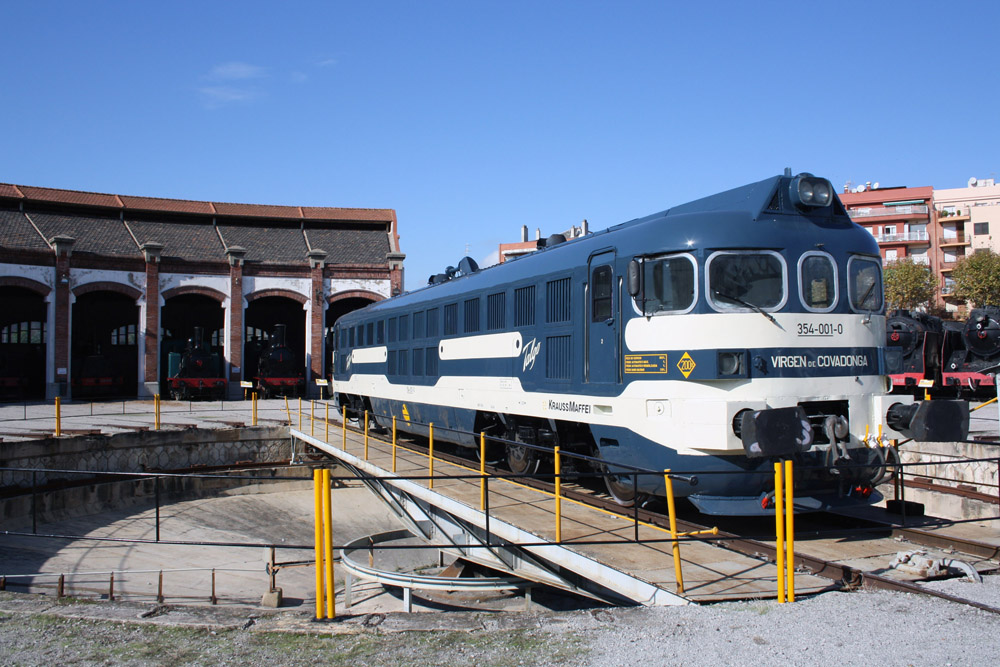
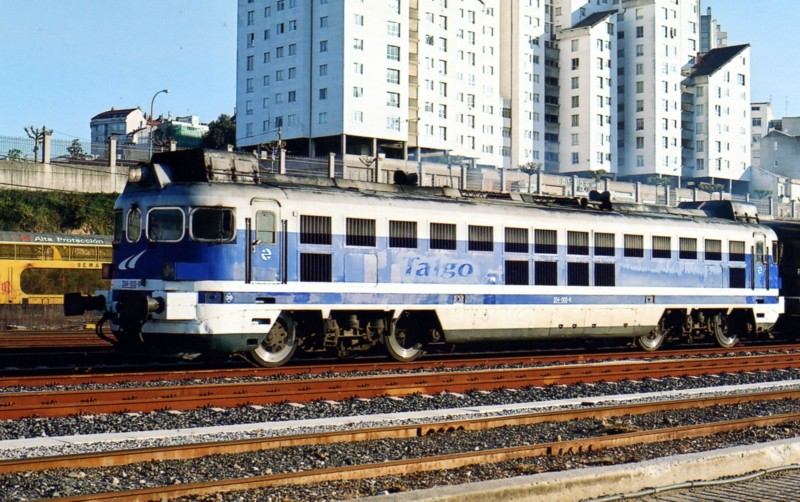
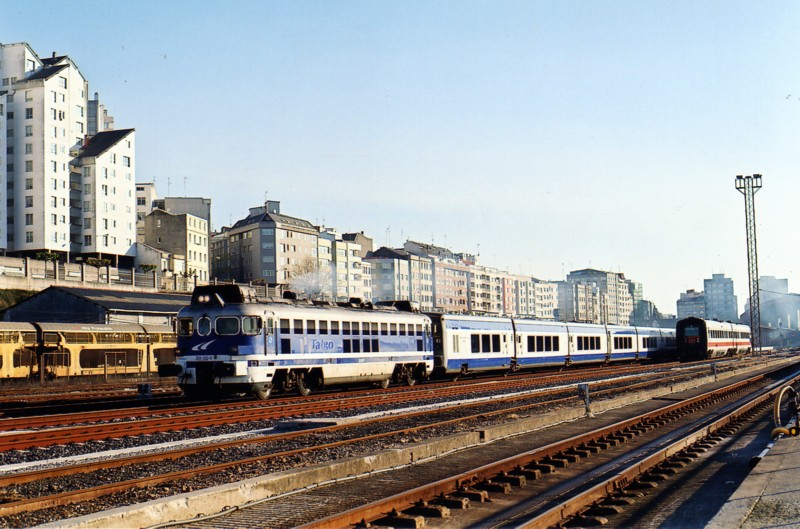
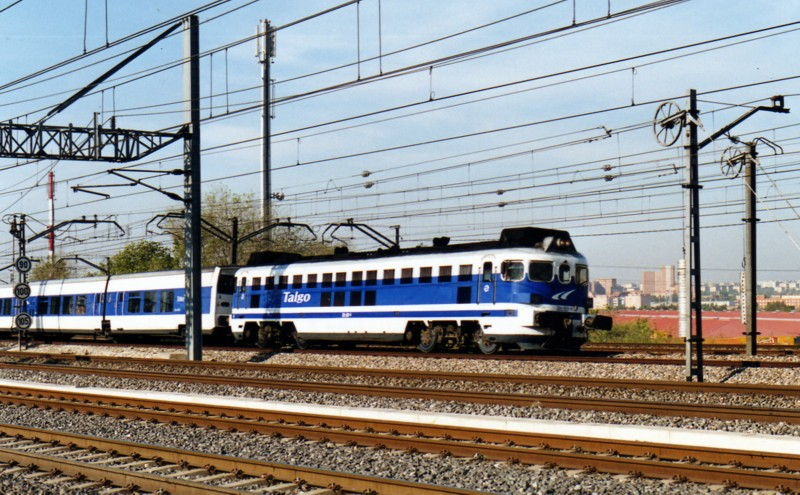